# Kućište (Orebić)
Kućište is een plaats in de gemeente Orebić in de Kroatische provincie Dubrovnik-Neretva. De plaats telt 204 inwoners (2001).